# Chiesa di San Vito (Barcellona Pozzo di Gotto)
La chiesa di San Vito o Duomo Antico di San Vito già  chiesa del Santissimo Rosario oggi Auditorium di San Vito, sorge nel cuore dell'antica Pozzo di Gotto, nel comune di Barcellona Pozzo di Gotto. Appartenente all'arcidiocesi di Messina-Lipari-Santa Lucia del Mela, vicariato di Barcellona Pozzo di Gotto sotto il patrocinio di San Sebastiano, arcipretura di Pozzo di Gotto.

## Culto di San Vito
La statua cinquecentesca di scuola gaginiana approda in modo fortuito a Pozzo di Gotto. La chiesa anticamente intitolata al Santissimo Rosario, la cui dedicazione e titolo a san Vito sono attribuiti a un evento miracoloso. Seguendo l'esempio della Marineria Veneziana, in tutta la Sicilia ed in particolar modo, nell'antistante specchio di mare costituito dal Tirreno, si compivano veri e propri atti barbareschi di pirateria o di corsari alla mercé di facoltosi destabilizzatori con interessi sull'Isola. Episodi sempre ammantati di mistero, architettati, manovrati e giustificati da forze ed eventi soprannaturali. La tradizione vuole che la nave con a bordo l'opera non continuasse la sua rotta prestabilita e si incagliasse in prossimità della riva, il carro che trasportava la pesante statua marmorea del Santo, complici i buoi intestarditi, si fermasse in prossimità della chiesa dove avviene l'intronizzazione e la conseguente dedicazione.

## Storia

### Epoca spagnola

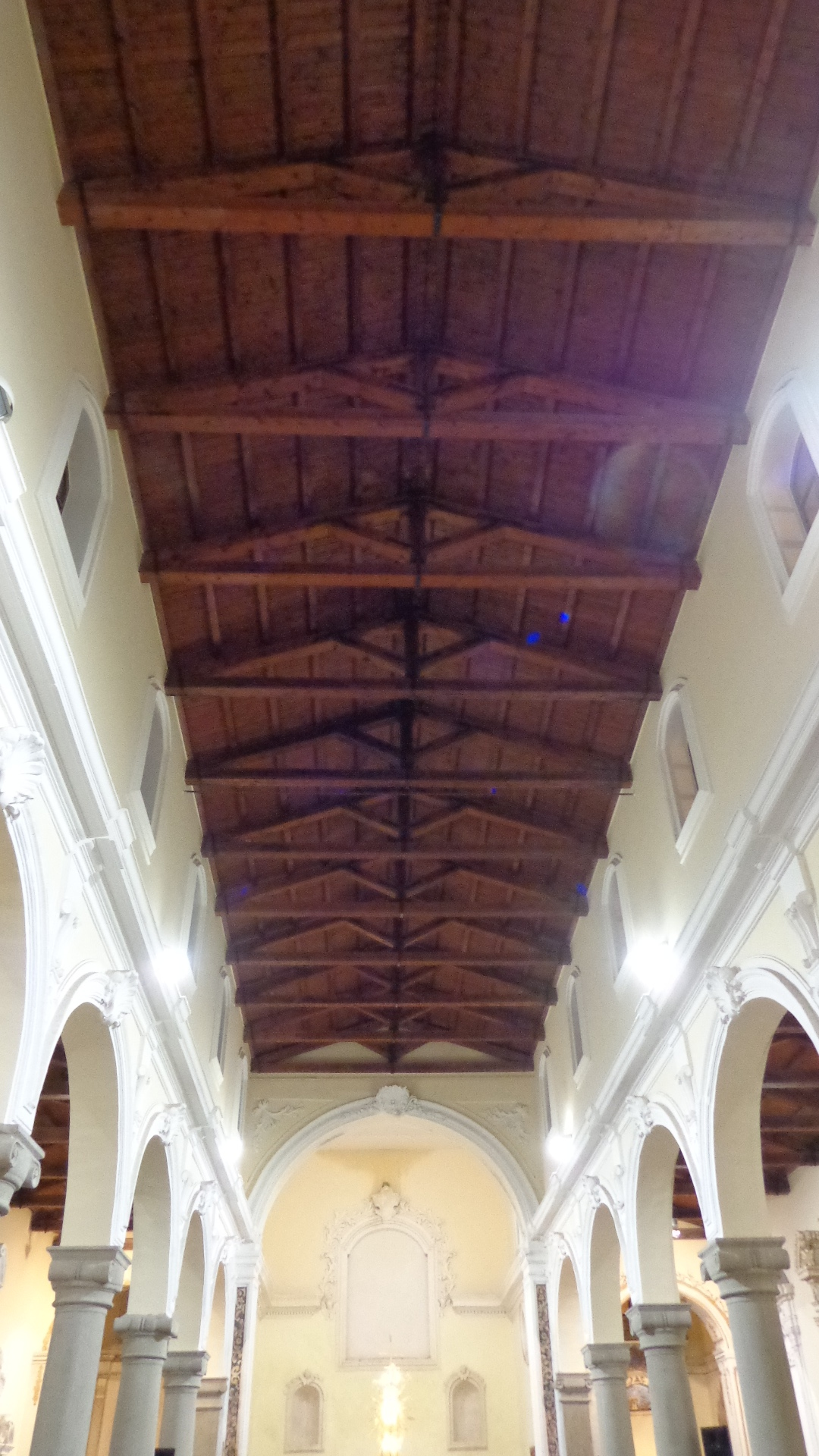
Navata e tetto ligneo.

La chiesa di San Vito è la più antica testimonianza religiosa, storico, artistica, architettonica dell'antico nucleo di Pozzo di Gotto, all'epoca casale di Milazzo fino al 22 maggio 1639. Le più antiche notizie contenute nei libri parrocchiali risalgono al 1571, nel biennio 1572 - 1573 quando furono concessi ai procuratori della chiesa due appezzamenti di terre ubicati nel territorio di Pozzo di Gotto, qualche atto notarile stipulato risale al 1541, documenti oggi conservati negli archivi parrocchiali del duomo di Pozzo di Gotto. La chiesa è retta da un semplice cappellano che risponde alla giurisdizione dell'arciprete di Milazzo, che ne reclama l'amministrazione ecclesiastica, poiché il casale di Pozzo di Gotto ricade nella giurisdizione territoriale milazzese, quindi tenuto a esigere rendite, tasse e balzelli connessi.
Nel 1571 i Pozzogottesi ottengono dalla curia della gran corte arcivescovile di Messina l'autorizzazione a eleggere il loro cappellano di stanza a San Vito senza più dipendere dall'arcipretura di Milazzo. Ottenuto il riconoscimento, è avanzata la richiesta di riscatto alla corte di Madrid contro il potere vessatorio di Milazzo - segnali premonitori delle rivolte antispagnole culminate con gli eventi del 1674 e 1678 - e con regio decreto del viceré sotto il regno di Filippo IV di Spagna, assume il titolo "Libera et Realis Civitas Putei de Gotho". La chiesa di San Vito diviene il nuovo duomo con l'istituzione dell'archivio parrocchiale e relativa raccolta sistematica dei principali eventi giuridici del nuovo comprensorio. Stesso esempio qualche secolo più tardi seguirà il vicino casale oltre Longano di Barcellona, culminato in seguito con la nascita del nuovo comune di Barcellona Pozzo di Gotto. La costruzione ha subito nei secoli diversi trascorsi che ne hanno alterato la struttura originaria. Seriamente danneggiata da un incendio avvenuto nel XVII secolo, il 10 aprile del 1723 è elevata ad arcipretura di Pozzo di Gotto da Giuseppe Migliaccio, arcivescovo di Messina.
Il primo arciprete nominato alla sua guida è Giuseppe Crisafulli cui si deve, nel periodo compreso tra il 1732 e il 1735 un intervento di ampliamento e rifacimento della struttura decorata con pregevoli decorazioni barocche. Le attività di ristrutturazione sono testimoniate dall'anno inciso sul capitello della prima colonna della navata sinistra. Col sisma del 5 febbraio conosciuto come il terremoto della Calabria meridionale del 1783 la chiesa subisce gravi danni, cronache cittadine, messinesi e calabre parlano di forti, frequenti Tremuoti.
Un intervento di rimaneggiamento effettuato nel 1802 e l'arricchimento di rendite e beni fino al primo declino del 1863, quando è privata del titolo di matrice, attribuito alla limitrofe chiesa di Santa Maria Assunta. La chiesa e gran parte del patrimonio artistico cittadino risente dei gravissimi danni dell'evento sismico meglio conosciuto come terremoto di Messina del 1908. I traballanti e ingombranti resti del campanile nella seconda metà del XX secolo sono abbattuti per collegare la via Giuseppe Garibaldi con la via Operai.

### Epoca contemporanea
Il terremoto del Golfo di Patti del 1978 16 aprile provoca ulteriori gravi danni che comportano una lunga chiusura per urgenti lavori di consolidamento e la chiesa è definitivamente dismessa. Acquistata dal comune, sottoposta per lunghi anni a ristrutturazione, oggi è adibita a sala auditorium.

Altari

Affreschi Absidiola del Santissimo Sacramento

## Opere
- XVI secolo, San Placido, San Nicolò e Santa Lucia, dipinto su tavola, opera documentata di Cesare Di Napoli.[8]
- XVI secolo, Madonna del Rosario, tempera su tavola.

## La costruzione oggi
Impianto a croce latina ripartito in tre navate di 6 campate ciascuna per mezzo di 12 colonne con capitelli ionici, tetto a falde sorretto da una teoria di 13 capriate.
Testo epigrafe ingresso laterale destro:
Sul lato sinistro, un tempo separato dal corpo della torre campanaria demolita a metà del secolo scorso, è presente il prospetto della chiesa delle Anime Purganti.

## Curiosità
- Giuseppe Mamuni
- Serafino Majo.
- Matteo Valveri.
- Placido Siragusa.
- Giuseppe Carrozza.
- Lorenzo Sottile.
- Mario Catalfamo.
- Antonino Catalfamo.
- Biagio Sacco.
- Francesco Florelli.
- Melchiorre Rossitto.
- Arciprete Domenico Principato (1729 - 18 gennaio 1815), alla guida dell'arcipretura dal 1787, è sepolto nel Transetto in prossimità della cappella laterale sinistra, ingresso sacrestia.
- Arciprete Francesco Alicò (1780 - 14 ottobre 1847), alla guida dell'arcipretura dal 1815, sepolto nel Transetto in prossimità della cappella laterale sinistra, ingresso sacrestia.
- Arciprete Melchiorre Consiglia (1772 - 10 agosto 1862), alla guida dell'arcipretura dal 1850, sepolto nel Transetto in prossimità della cappella laterale sinistra, ingresso sacrestia.
- Giuseppe De Luca, fratello di Francesco De Luca

## Galleria d'immagini

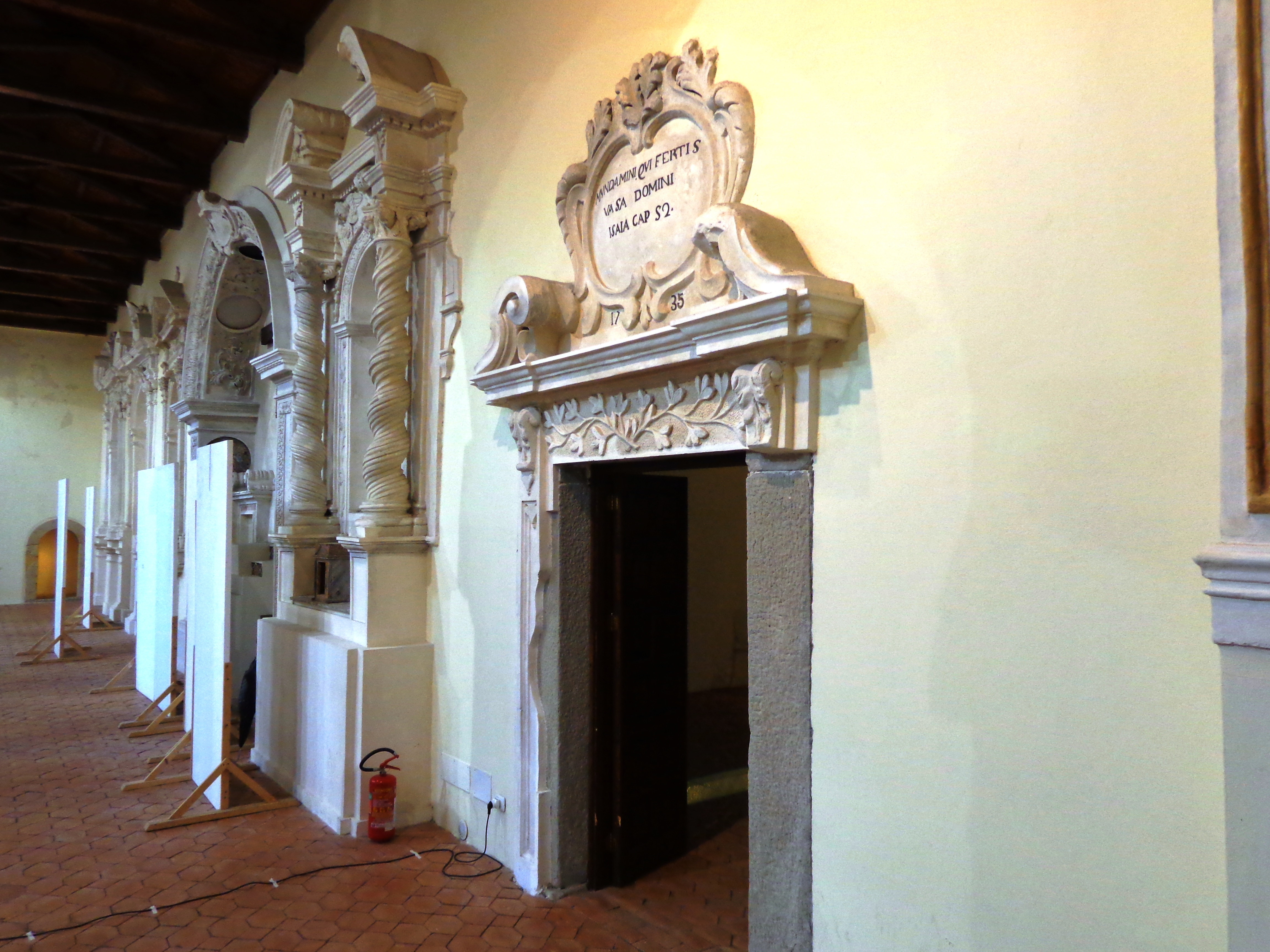
Navata sinistra
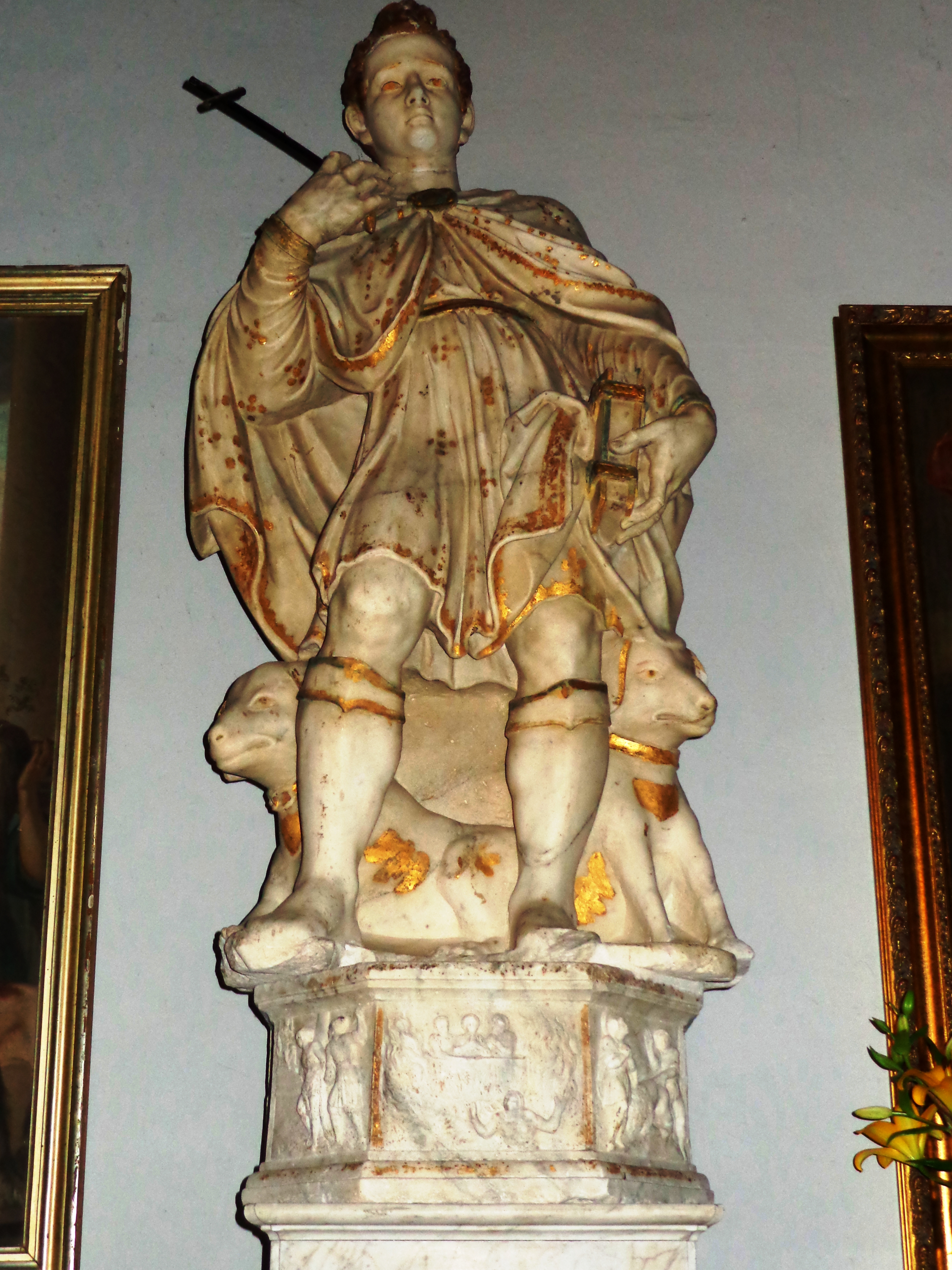
Statua di San Vito
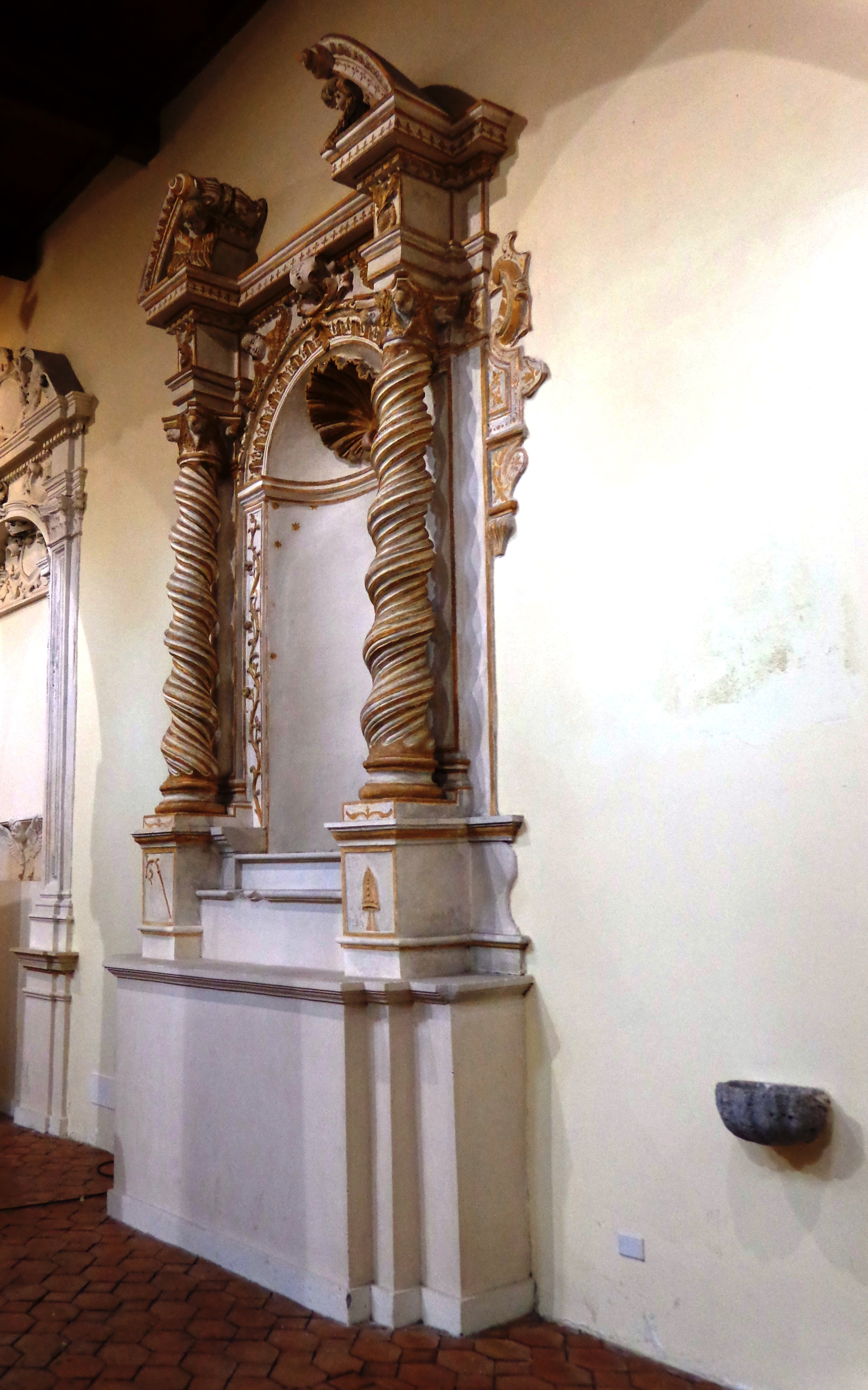
Altare navata sinistra
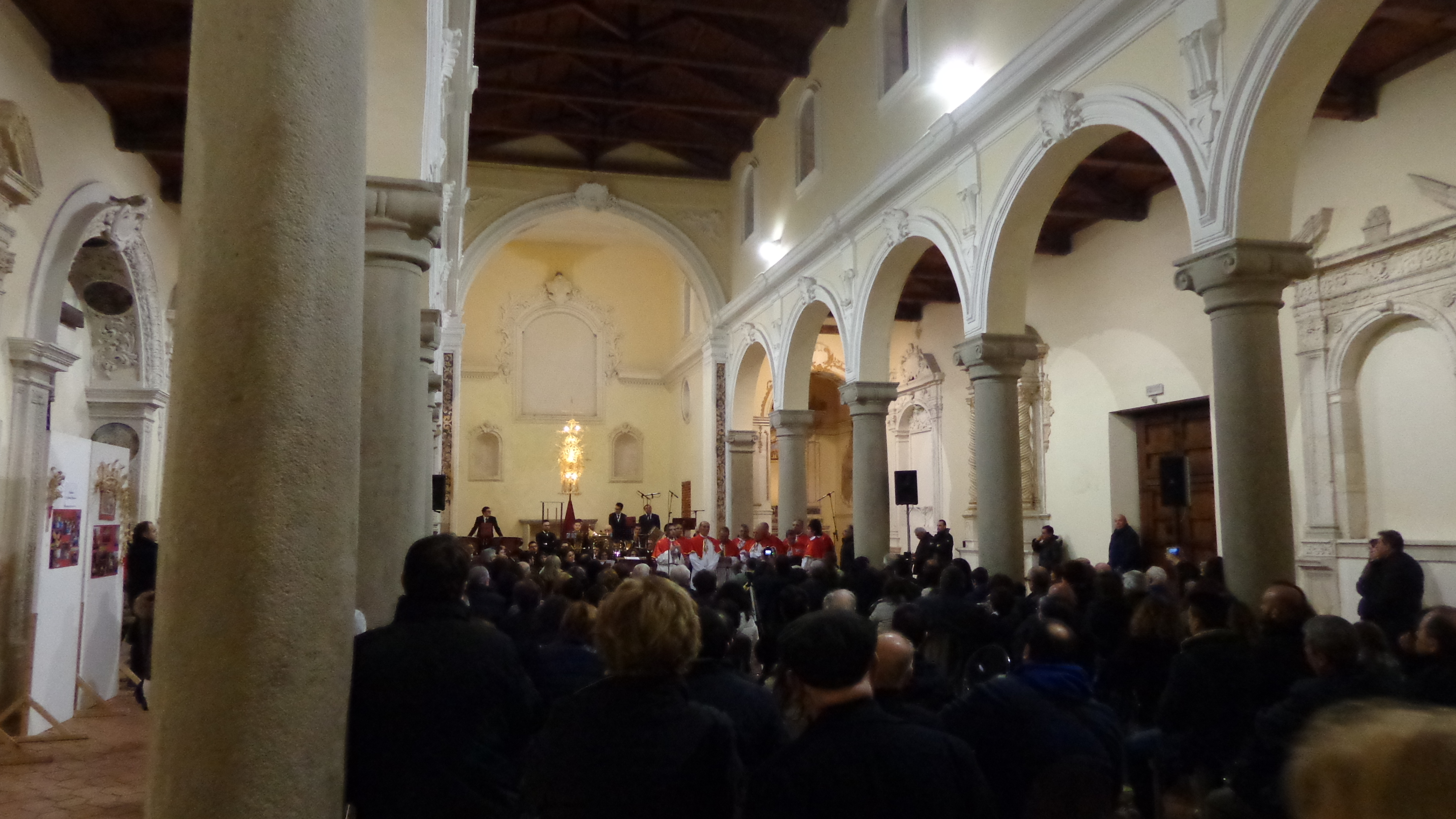
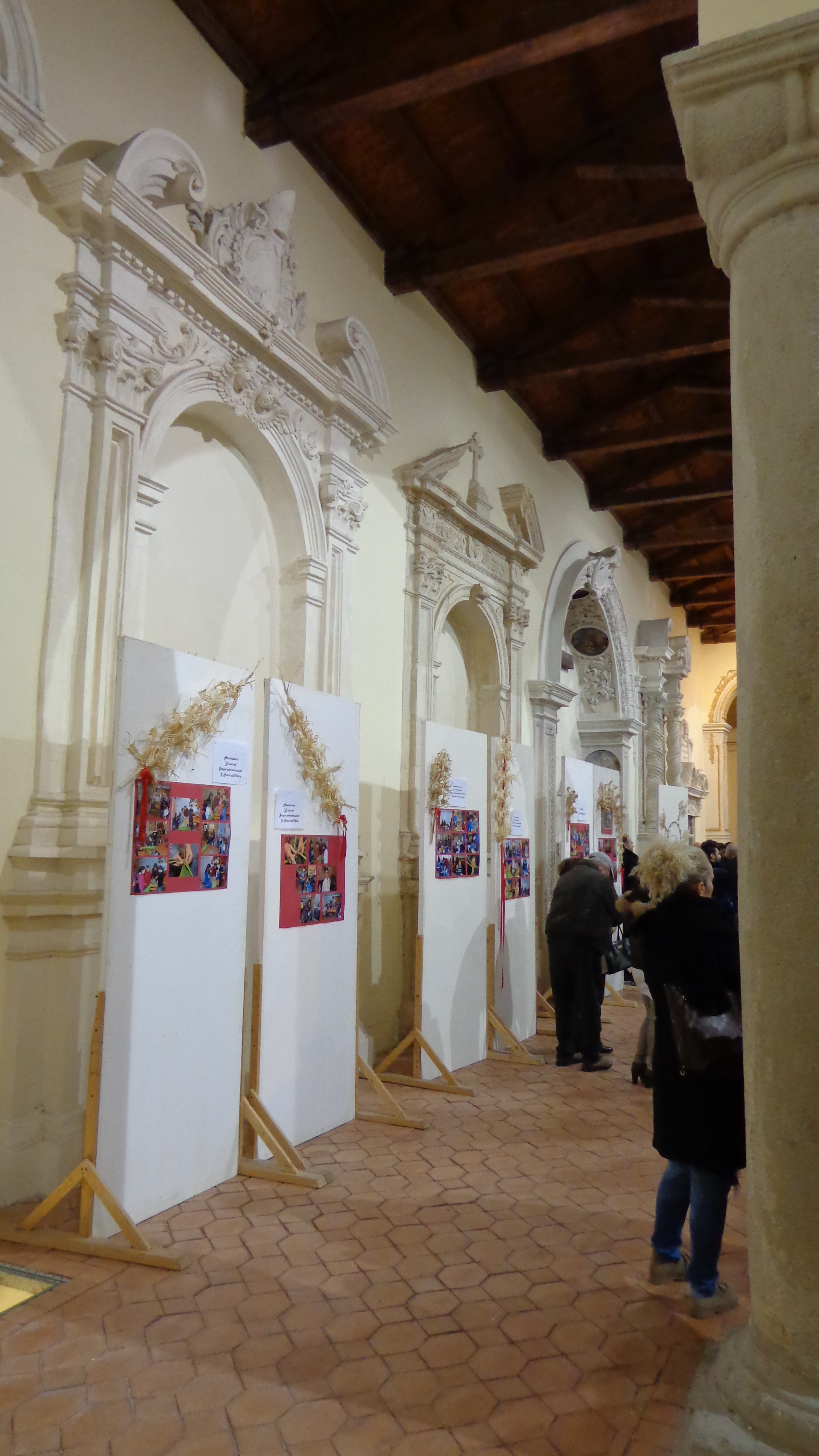
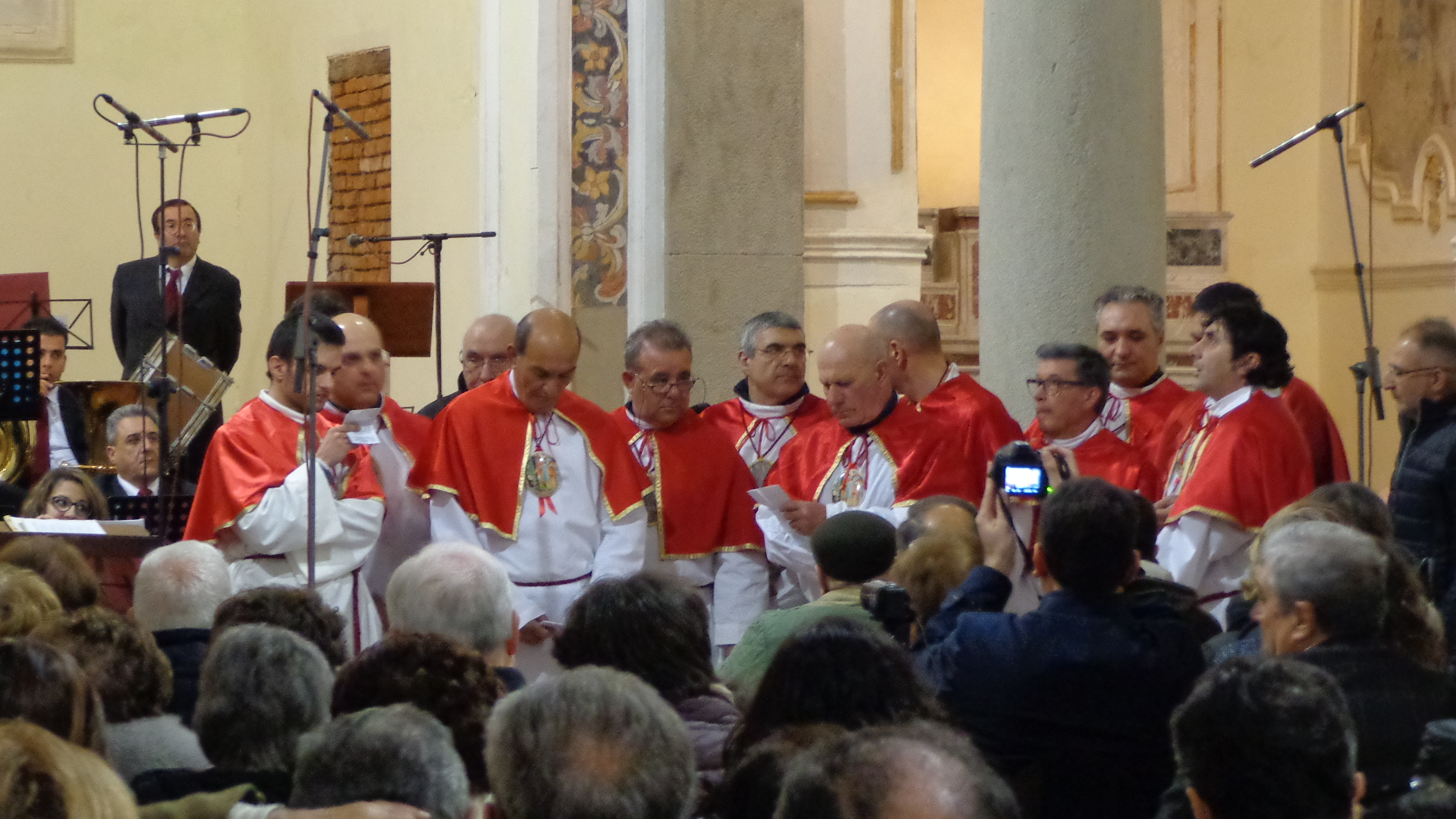
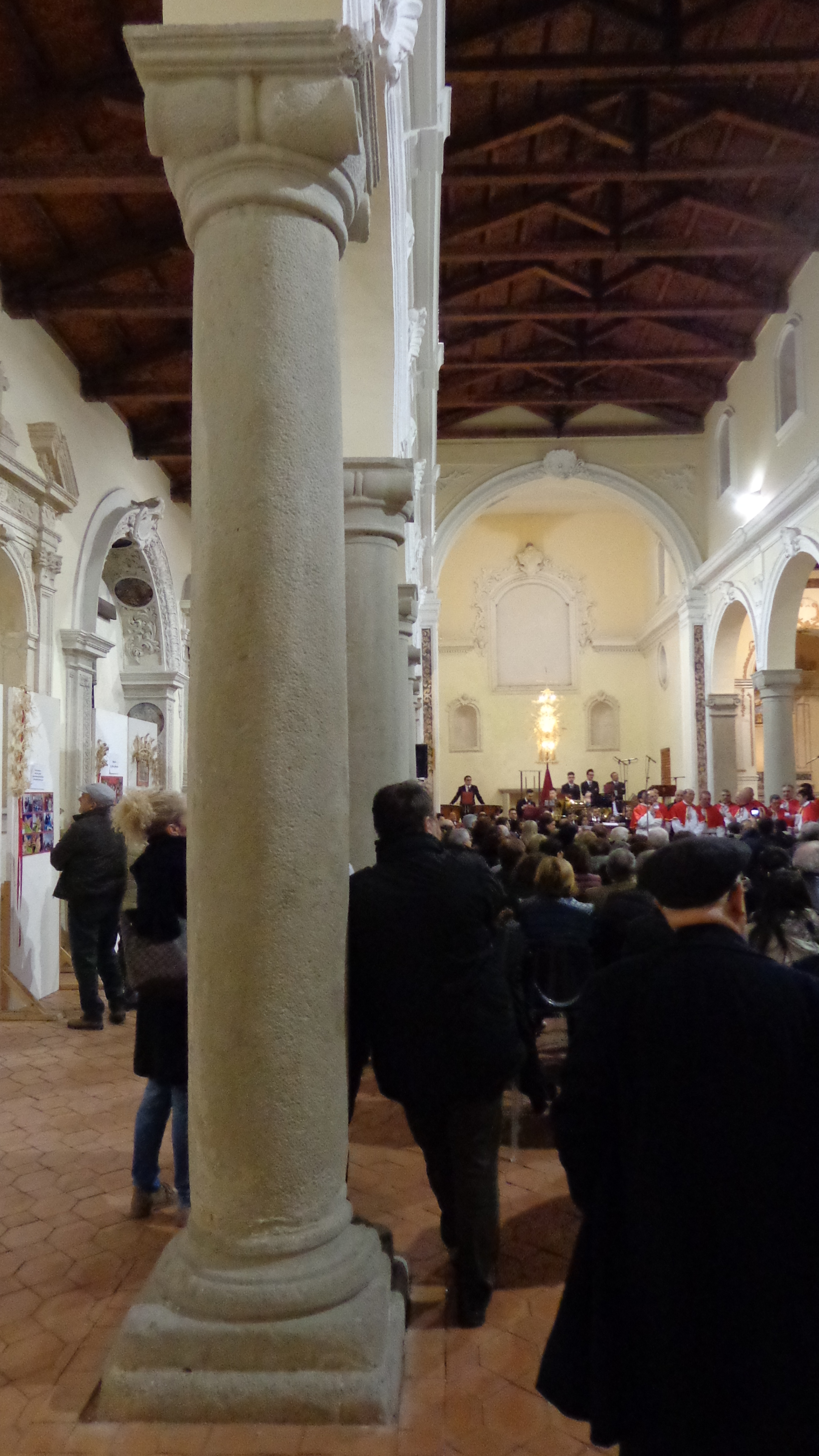
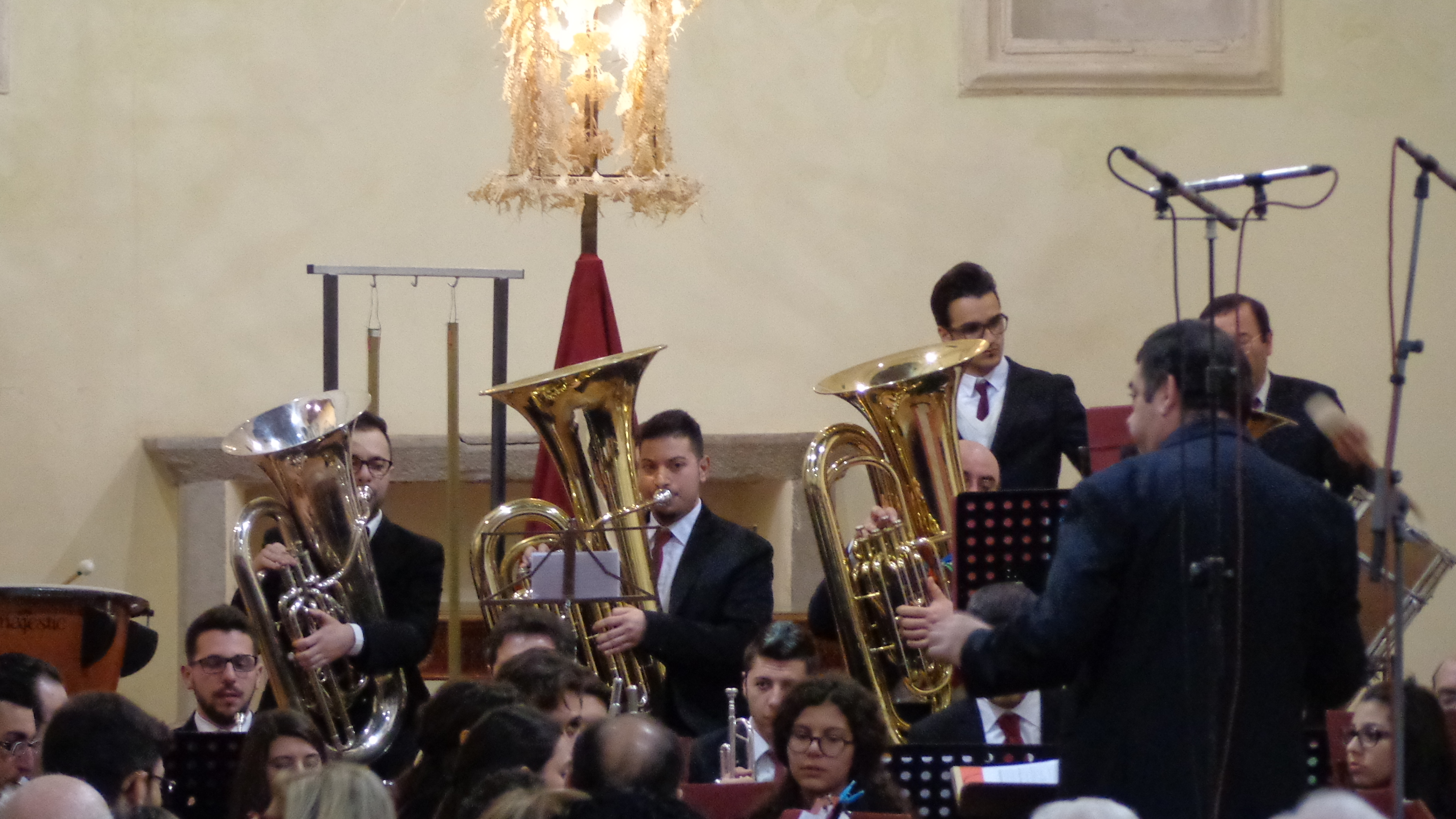
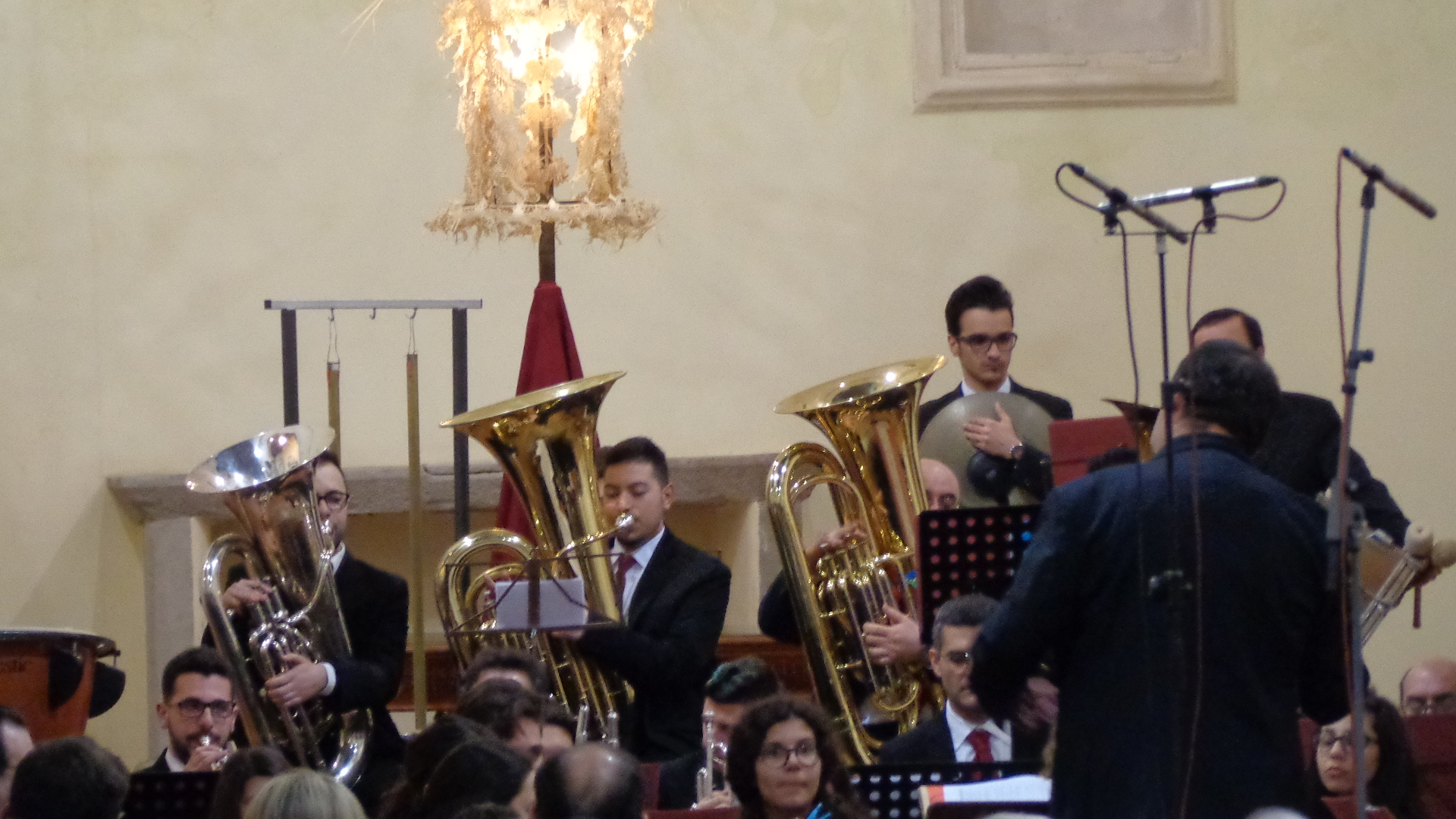
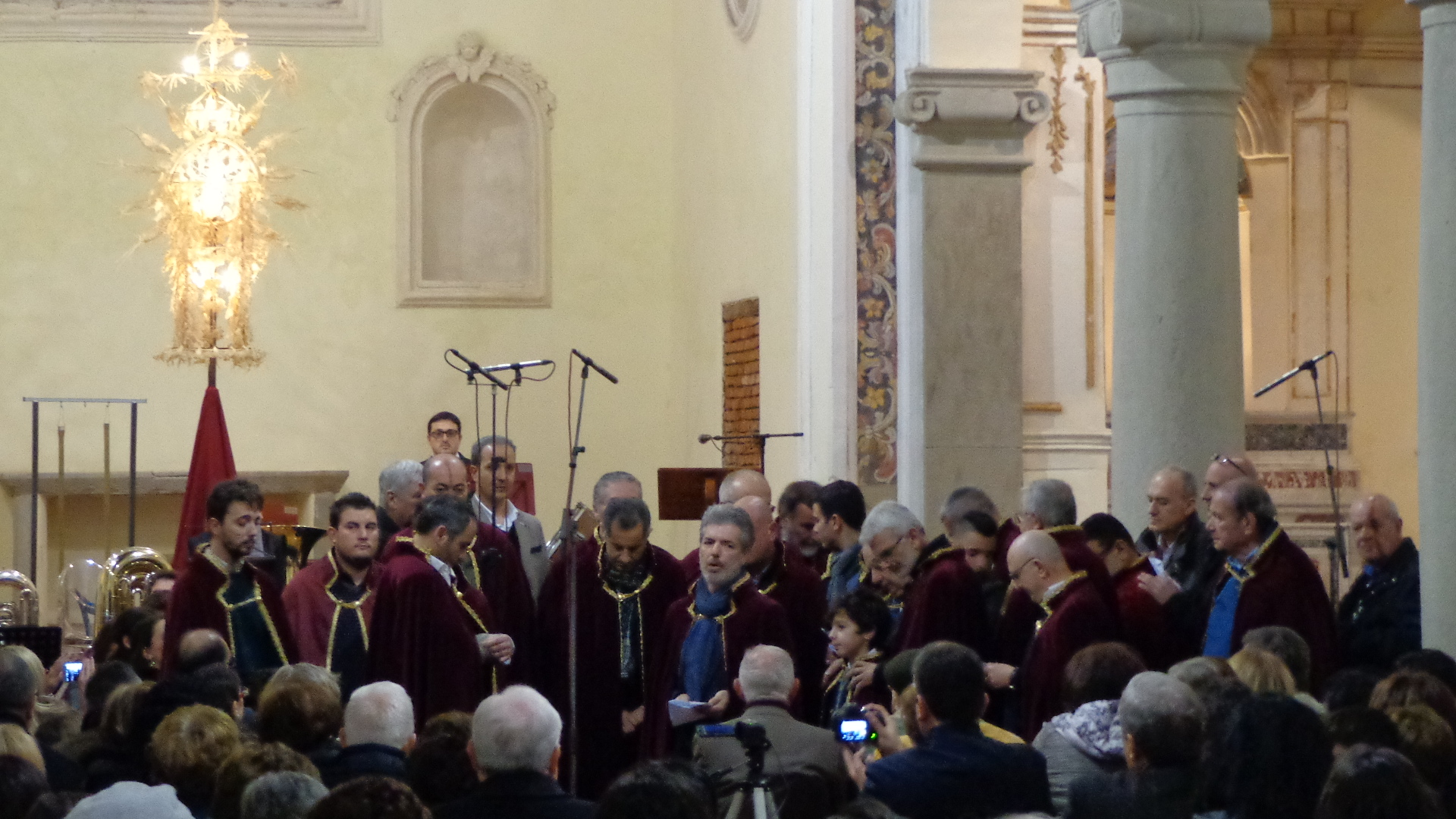
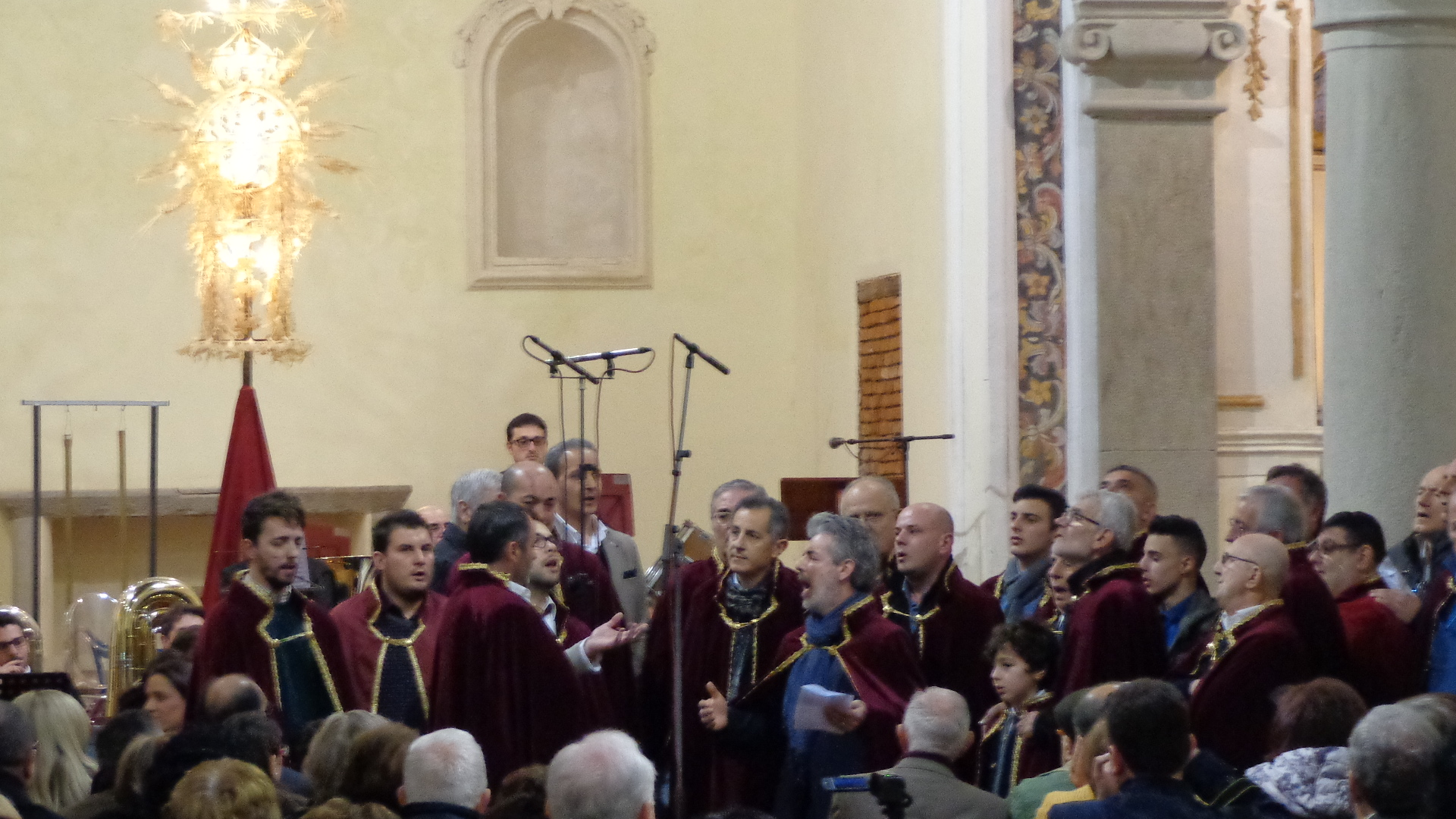
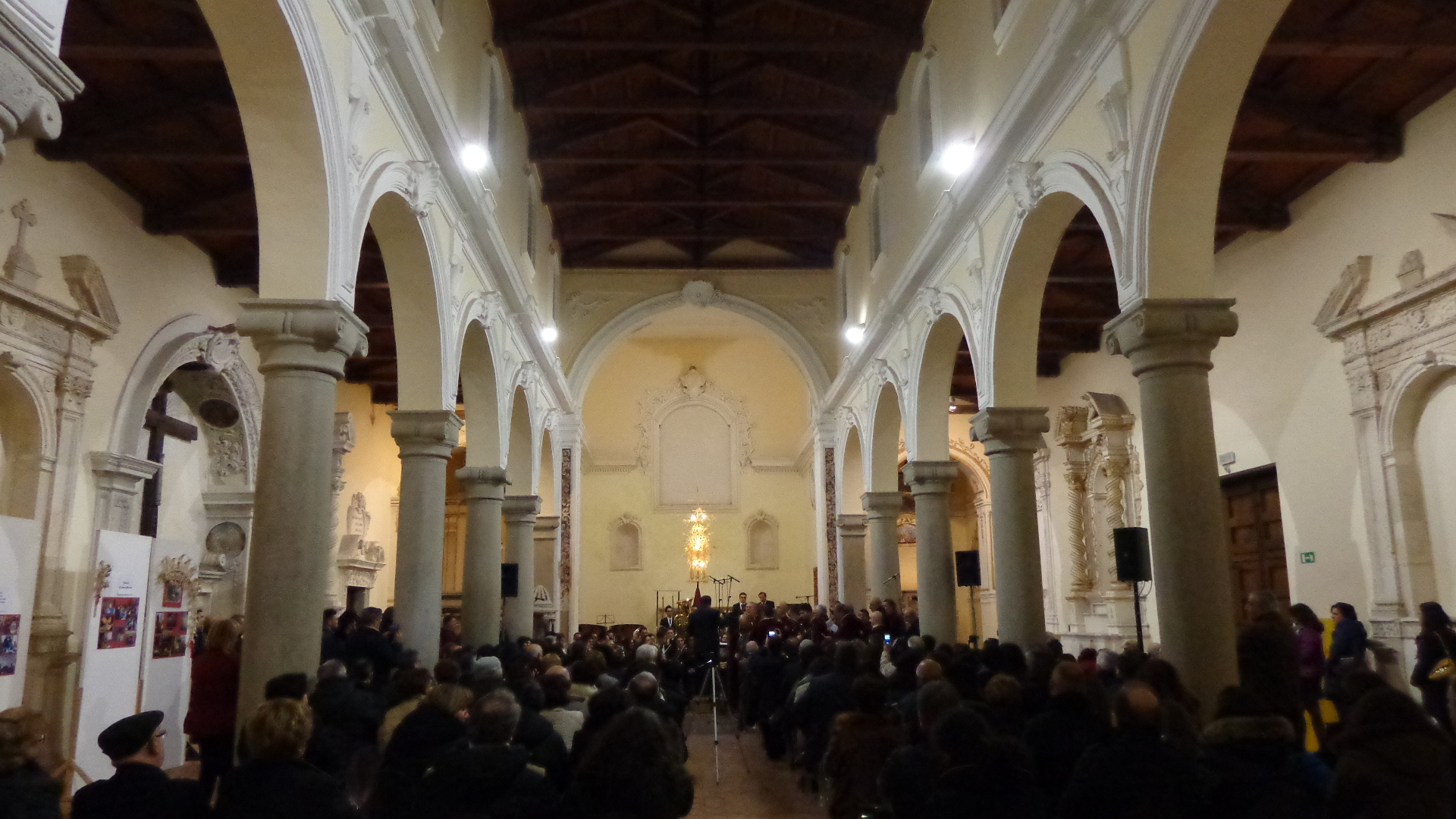
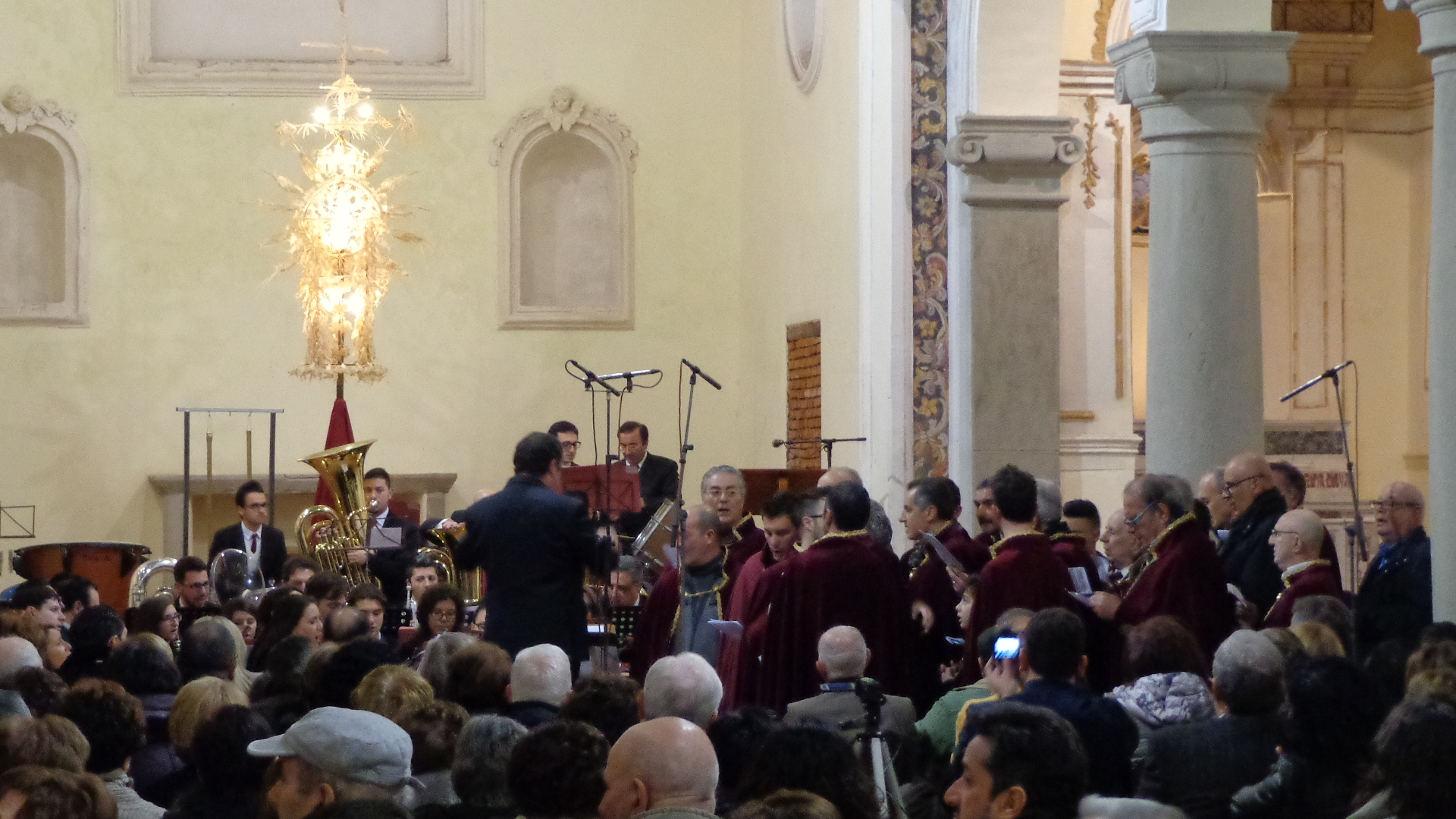
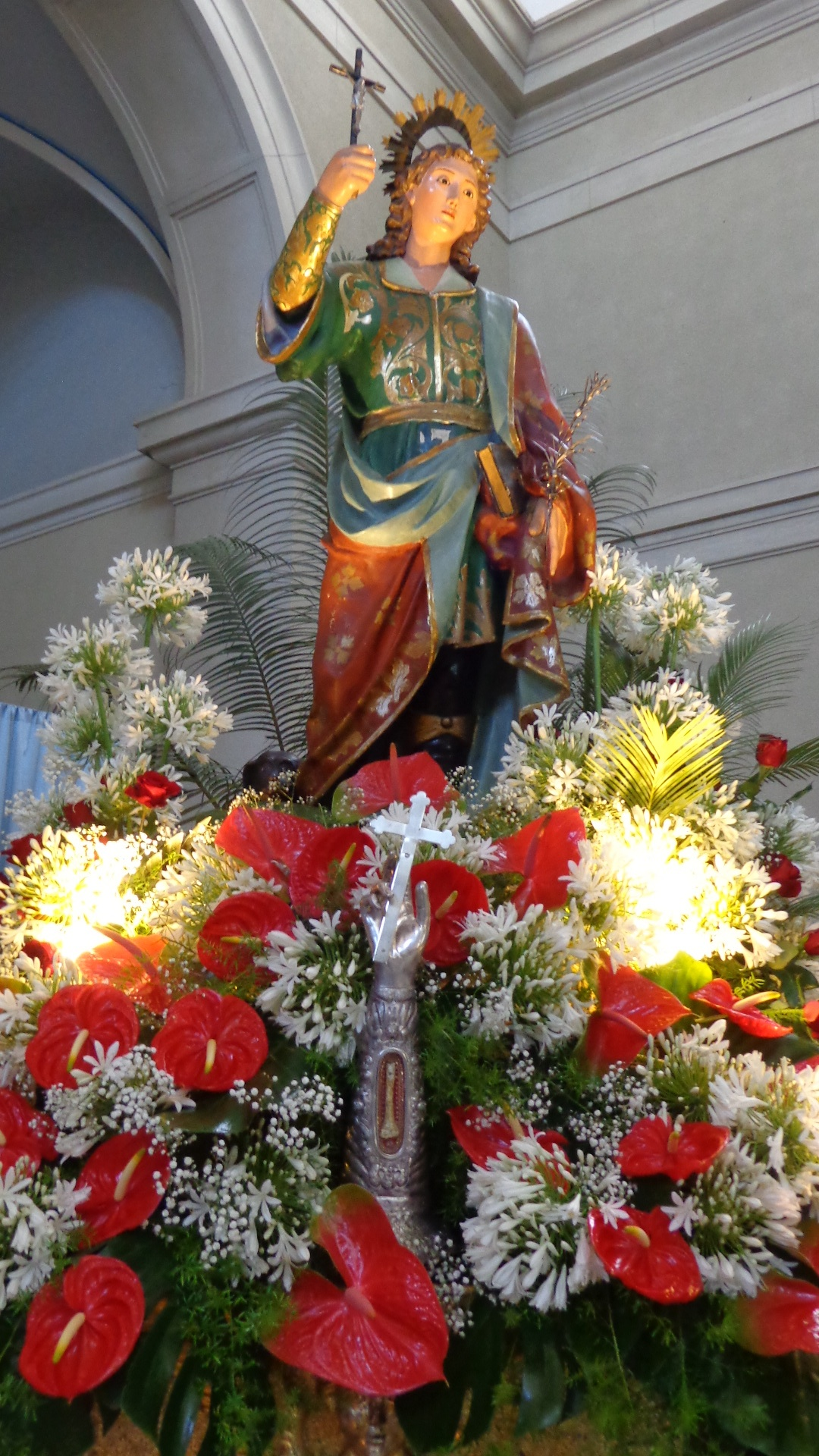
Simulacro di San Vito
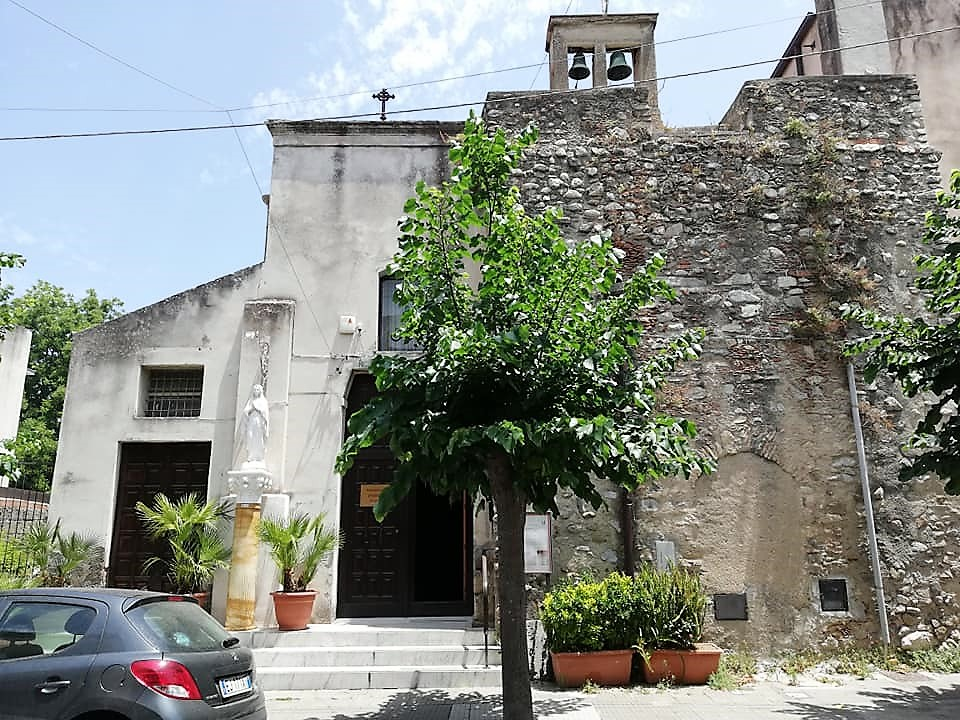
Prospetto
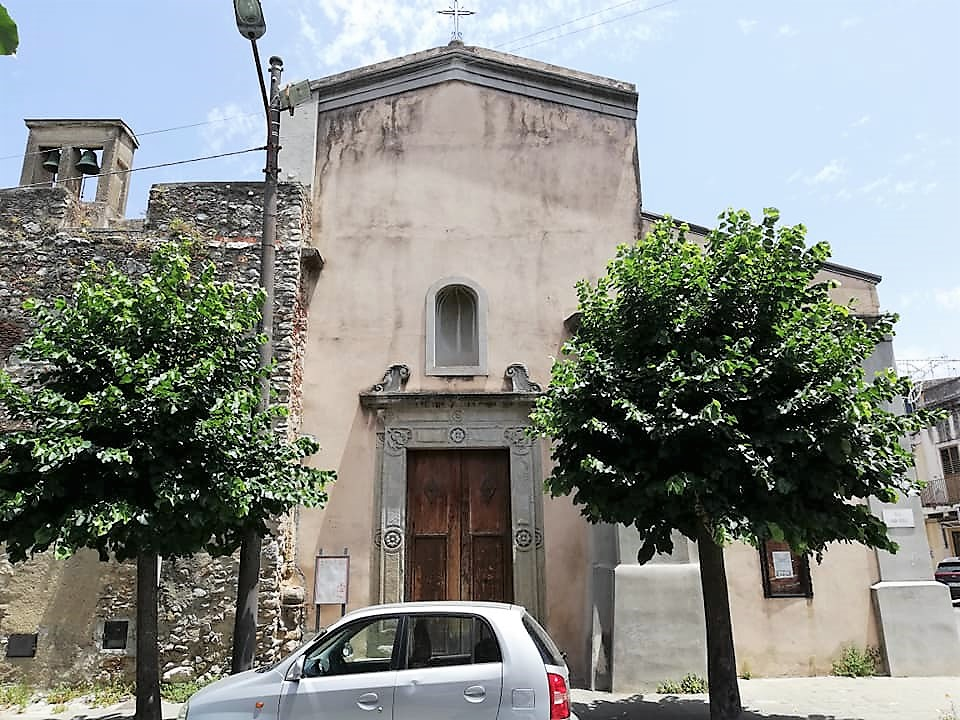
Prospetto
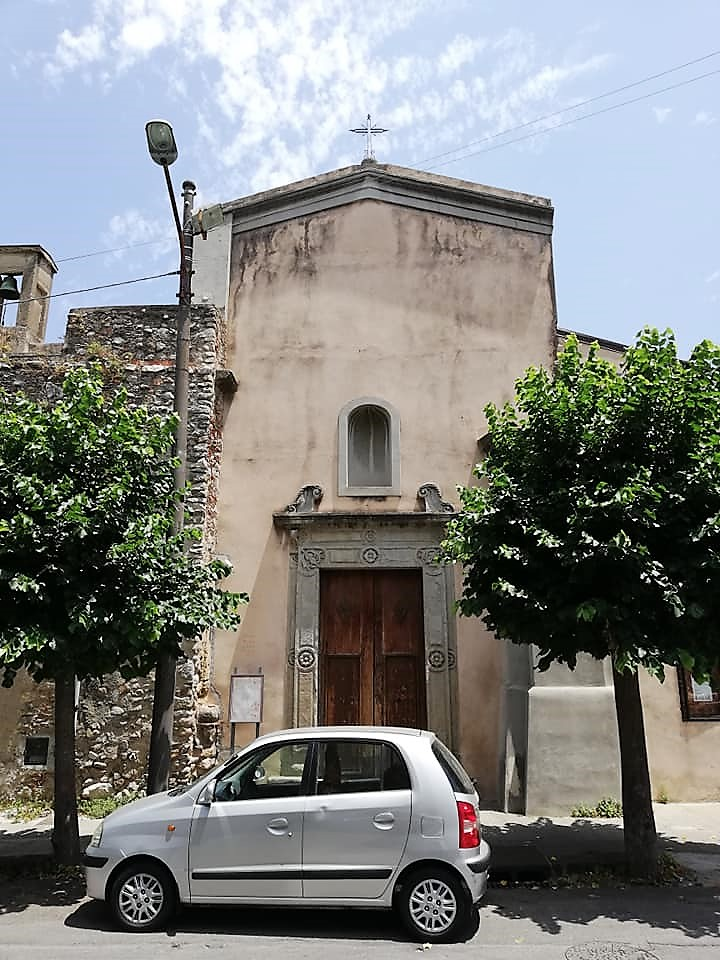
Prospetto